# Massif ardennais
Pour les articles homonymes, voir Ardennes.
Le Massif ardennais est le cœur de la région naturelle que l'on appelle Ardenne et en constitue la plus grande partie. Il est prolongé vers l'Allemagne par le massif de l'Eifel. Son point culminant, et plus haut sommet de la Belgique, est à 694 m au signal de Botrange.

## Sommets principaux
- Le signal de Botrange, 694 m, province de Liège (Belgique), point culminant national.
- La Baraque Michel, 681 m, province de Liège.
- La Baraque de Fraiture, 651 m, province de Luxembourg (Belgique).
- Le lieu-dit Galata, 589 m, sommet du plateau de Saint-Hubert, province de Luxembourg (Belgique).
- Le Kneiff, 560 m, point culminant du Grand-Duché de Luxembourg.
- La Croix-Scaille, 504 m, province de Namur (Belgique) et département des Ardennes (France), à la frontière des deux pays, point culminant des Ardennes françaises.
- La Barrière de Champlon, 475 m, province de Luxembourg (Belgique).

## Géologie
Il est composé des restes d’un ancien massif montagneux qui, à l'origine, avait une altitude comparable à celle des Alpes. Pour les géologues, ce massif est une dépendance occidentale du grand massif schisteux rhénan, fragment de la chaîne hercynienne. La forme en croissant de l'Ardenne reflète d'ailleurs la direction générale (varisque) des plis de la vieille chaîne qui se traduisent par de larges synclinaux et anticlinaux dont le plus méridional constitue la zone anticlinale de l'Ardenne proprement dite. Le socle calédonien apparaît dans des boutonnières hercyniennes qui forment des massifs distincts : massif de Brabant, bande de Sambre - Meuse, massifs de la Haute Ardenne (Rocroi, Givonne, Serpont et Stavelot) qui se trouvent dans la zone culminante de la ceinture ardoisière et exposent des terrains du Paléozoïque inférieur reposant en discordance sur la couverture dévono-carbonifère.
Le Massif ardennais a subi une pénéplanation puis au cours du Cénozoïque une surrection ayant conduit à un rajeunissement de ses reliefs. Cette surrection a obligé des rivières comme la Meuse qui le traversaient en musardant de gauche et de droite, à le creuser. De Charleville-Mézières à Namur, la Meuse traverse ainsi une série d'anticlinaux et de synclinaux.

## Gisements
Le Massif ardennais est notamment connu pour son « marbre rouge des Flandres », roche du Frasnien surtout représentée par l'assise de Frasnes sur le bord sud du synclinal de Dinant. Ce marbre (terme de carrier) est une jolie pierre rouge marbrée de gris. Pour les géologues, ce n'est pas un marbre mais un calcaire à riche faune de Brachiopode, il n’est pas toujours rouge, et en aucun cas dans les Flandres. Ce calcaire d'origine récifal indique qu'il y a 380 millions d’années, la région était recouverte par une mer calme, peu profonde, chaude, favorable au développement de récifs coralliens.
Les exemples d'utilisation de ce marbre dans le patrimoine français et belge sont innombrables : château de Chantilly, château de Versailles où on le trouve utilisé à profusion tant en dallages, placages qu'en pilastres, comme dans la galerie des Glaces, pour la confection de colonnes, d'escaliers et de cheminées monumentales. Ces éléments étaient réalisés en marbres de provenances diverses, en grandes quantités des provinces septentrionales appelées Flandres, d'où l'origine des qualificatifs « Rouge de Flandres ». L'industrie marbrière proprement dite s'implanta à Rance réputée pour son marbre.

## Cyclisme
Le relief offre les vallées et côtes typiques des classiques ardennaises.